# André Ayew
André Morgan Rami Ayew (nascut el 17 de desembre de 1989) és un futbolista ghanès de naixença francesa que actualment juga a l'Al Sadd. És anomenat sovint també com a Dédé. Ayew juga com a volant, però també pot jugar de davanter.